# Eutriconodonta
Gli eutriconodonti (Eutriconodonta) sono un ordine di mammiferi basali estinti, considerati stretti parenti degli antenati degli odierni mammiferi. Vissero tra il Triassico superiore e il Cretaceo superiore (tra 215 e 70 milioni di anni fa). Comprendono gran parte delle forme ascritte al vecchio gruppo parafiletico dei triconodonti (Triconodonta).

## Molari a tre punte

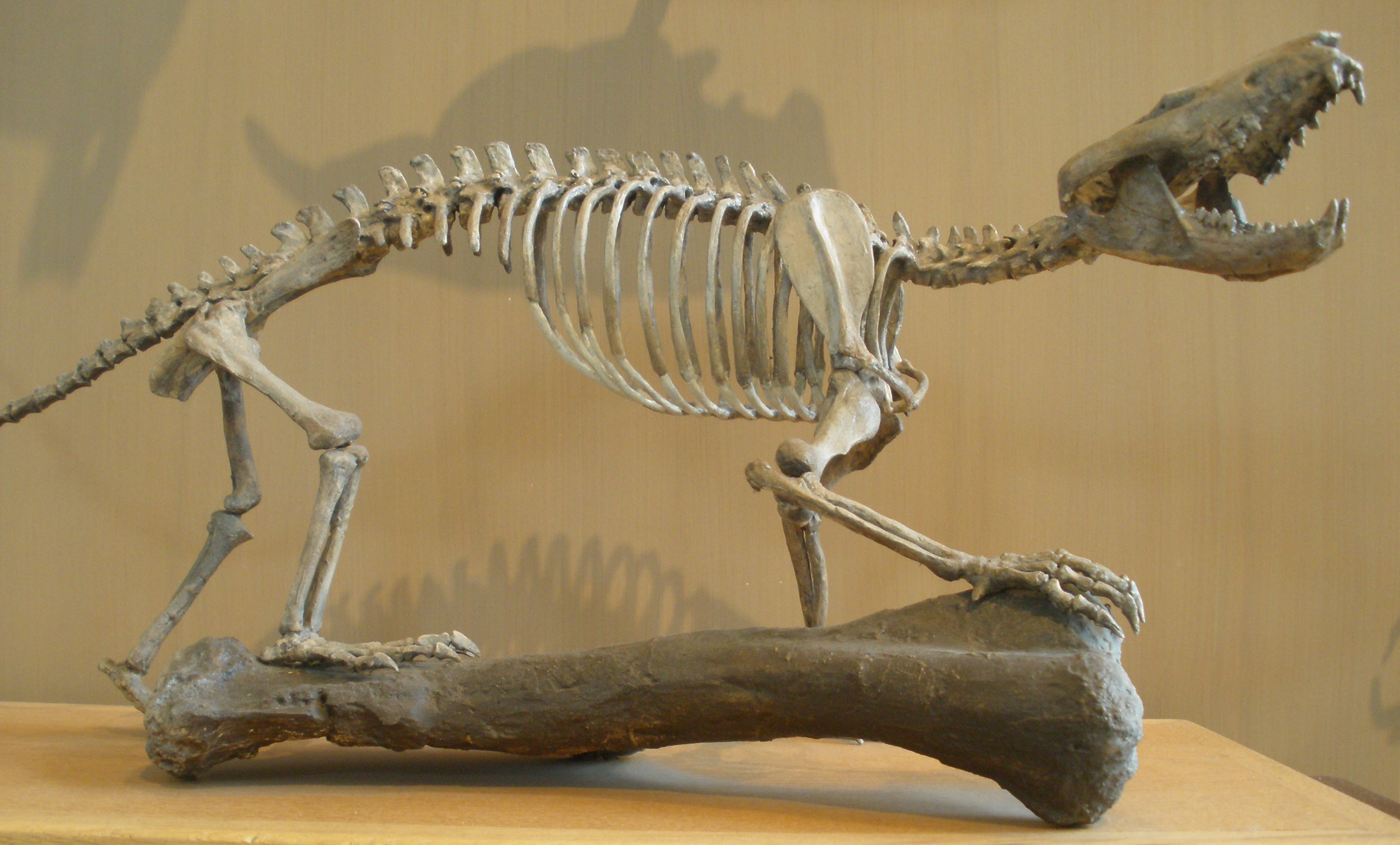
Scheletro di Gobiconodon ostromi.

Il nome di questo gruppo significa “veri denti a tre coni”, e si riferisce alla loro caratteristica fondamentale: i molari degli eutriconodonti, infatti, erano dotati di tre cuspidi allineate longitudinalmente. Questi denti sono molto distintivi, e permettono di riconoscere facilmente i triconodonti all'interno della documentazione fossile sulla base dei soli denti. La morfologia del gruppo segue quella tipica dei mammiferi mesozoici: erano probabilmente piccoli animali pelosi con lunghe code, dalle abitudini probabilmente notturne per nascondersi dai grandi predatori (come i dinosauri); si presume che uscissero dalle loro tane dopo il crepuscolo e cacciassero insetti e piccoli rettili. Recenti ritrovamenti in Cina, comunque, suggeriscono che alcuni grandi triconodonti (Repenomamus) potrebbero aver cacciato piccoli dinosauri.

## Generi

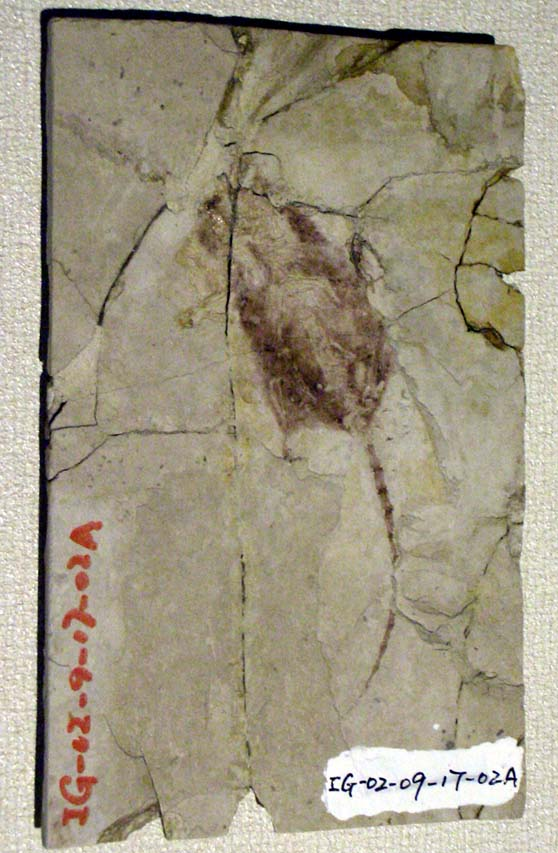
Fossile di Jeholodens jenkinsi

Alcuni tra gli eutriconodonti più noti sono Triconodon del Giurassico dell'Inghilterra, grande quanto un piccolo gatto, e Priacodon del Nordamerica. Altre forme note sono Gobiconodon, del Cretaceo inferiore, di dimensioni notevoli per un mammifero del mesozoico, e Jeholodens, i cui resti eccezionalmente conservati hanno mantenuto tracce di pelo.

## Classificazione
Cladogramma secondo Marisol Montellano, James A. Hopson, James M. Clark (2008) e Thomas Martin & Alexander O. Averianov (2006) per i Klameliidae.
|  | Jeholodentidae                                                   |
|  |                                                                  |
|  | \| \| Gobiconodontidae \| \| \| \| \| \| Klameliidae \| \| \| \| |
|  |                                                                  |
|  | Gobiconodontidae                                                 |
|  |                                                                  |
|  | Klameliidae                                                      |
|  |                                                                  |

|  | Gobiconodontidae |
|  |                  |
|  | Klameliidae      |
|  |                  |

|  | Tinodon                                                       |
|  |                                                               |
|  | \| \| Amphilestes \| \| \| \| \| \| Trechnotheria \| \| \| \| |
|  |                                                               |
|  | Amphilestes                                                   |
|  |                                                               |
|  | Trechnotheria                                                 |
|  |                                                               |

|  | Amphilestes   |
|  |               |
|  | Trechnotheria |
|  |               |

|  | Jeholodentidae                                                   |
|  |                                                                  |
|  | \| \| Gobiconodontidae \| \| \| \| \| \| Klameliidae \| \| \| \| |
|  |                                                                  |
|  | Gobiconodontidae                                                 |
|  |                                                                  |
|  | Klameliidae                                                      |
|  |                                                                  |

|  | Gobiconodontidae |
|  |                  |
|  | Klameliidae      |
|  |                  |

|  | Tinodon                                                       |
|  |                                                               |
|  | \| \| Amphilestes \| \| \| \| \| \| Trechnotheria \| \| \| \| |
|  |                                                               |
|  | Amphilestes                                                   |
|  |                                                               |
|  | Trechnotheria                                                 |
|  |                                                               |

|  | Amphilestes   |
|  |               |
|  | Trechnotheria |
|  |               |

|  | Jeholodentidae                                                   |
|  |                                                                  |
|  | \| \| Gobiconodontidae \| \| \| \| \| \| Klameliidae \| \| \| \| |
|  |                                                                  |
|  | Gobiconodontidae                                                 |
|  |                                                                  |
|  | Klameliidae                                                      |
|  |                                                                  |

|  | Gobiconodontidae |
|  |                  |
|  | Klameliidae      |
|  |                  |

|  | Tinodon                                                       |
|  |                                                               |
|  | \| \| Amphilestes \| \| \| \| \| \| Trechnotheria \| \| \| \| |
|  |                                                               |
|  | Amphilestes                                                   |
|  |                                                               |
|  | Trechnotheria                                                 |
|  |                                                               |

|  | Amphilestes   |
|  |               |
|  | Trechnotheria |
|  |               |

|  | Jeholodentidae                                                   |
|  |                                                                  |
|  | \| \| Gobiconodontidae \| \| \| \| \| \| Klameliidae \| \| \| \| |
|  |                                                                  |
|  | Gobiconodontidae                                                 |
|  |                                                                  |
|  | Klameliidae                                                      |
|  |                                                                  |

|  | Gobiconodontidae |
|  |                  |
|  | Klameliidae      |
|  |                  |

|  | Tinodon                                                       |
|  |                                                               |
|  | \| \| Amphilestes \| \| \| \| \| \| Trechnotheria \| \| \| \| |
|  |                                                               |
|  | Amphilestes                                                   |
|  |                                                               |
|  | Trechnotheria                                                 |
|  |                                                               |

|  | Amphilestes   |
|  |               |
|  | Trechnotheria |
|  |               |

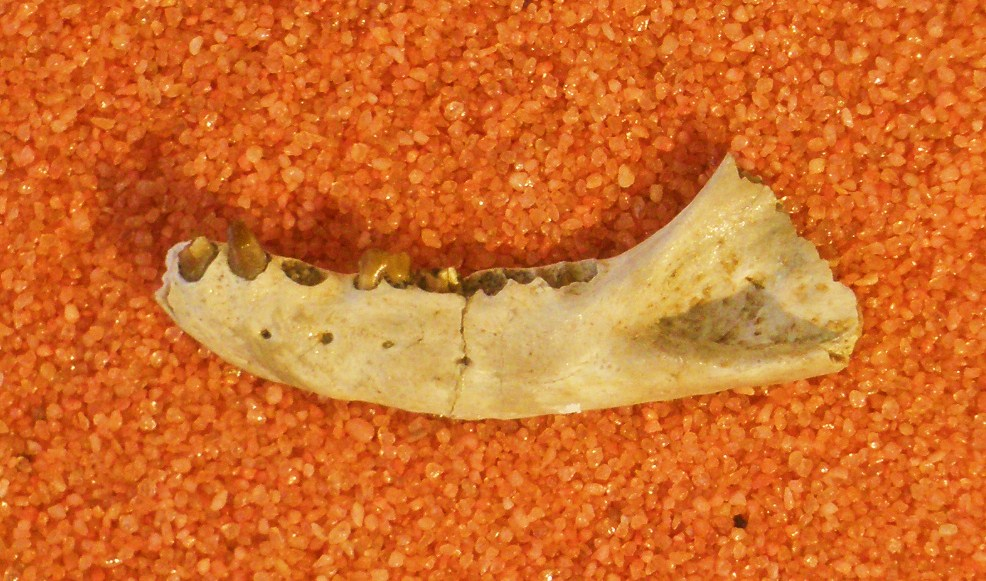
Mandibola di Hangjinia chowi

Cladogramma secondo Kielan-Jaworowska, Cifelli & Luo (2004), Gao et al. (2010) e Thomas Martin & Alexander O. Averianov (2006) per i Klameliidae.
|  | Gobiconodontidae |
|  |                  |
|  | Klameliidae      |
|  |                  |

|  | Jeholodentidae  |
|  |                 |
|  | Triconodontidae |
|  |                 |

|  | Amphilestes                                               |
|  |                                                           |
|  | Phascolotherium                                           |
|  |                                                           |
|  | \| \| Tinodon \| \| \| \| \| \| Trechnotheria \| \| \| \| |
|  |                                                           |
|  | Tinodon                                                   |
|  |                                                           |
|  | Trechnotheria                                             |
|  |                                                           |

|  | Tinodon       |
|  |               |
|  | Trechnotheria |
|  |               |

|  | Jeholodentidae  |
|  |                 |
|  | Triconodontidae |
|  |                 |

|  | Amphilestes                                               |
|  |                                                           |
|  | Phascolotherium                                           |
|  |                                                           |
|  | \| \| Tinodon \| \| \| \| \| \| Trechnotheria \| \| \| \| |
|  |                                                           |
|  | Tinodon                                                   |
|  |                                                           |
|  | Trechnotheria                                             |
|  |                                                           |

|  | Tinodon       |
|  |               |
|  | Trechnotheria |
|  |               |

|  | Gobiconodontidae |
|  |                  |
|  | Klameliidae      |
|  |                  |

|  | Jeholodentidae  |
|  |                 |
|  | Triconodontidae |
|  |                 |

|  | Amphilestes                                               |
|  |                                                           |
|  | Phascolotherium                                           |
|  |                                                           |
|  | \| \| Tinodon \| \| \| \| \| \| Trechnotheria \| \| \| \| |
|  |                                                           |
|  | Tinodon                                                   |
|  |                                                           |
|  | Trechnotheria                                             |
|  |                                                           |

|  | Tinodon       |
|  |               |
|  | Trechnotheria |
|  |               |

|  | Jeholodentidae  |
|  |                 |
|  | Triconodontidae |
|  |                 |

|  | Amphilestes                                               |
|  |                                                           |
|  | Phascolotherium                                           |
|  |                                                           |
|  | \| \| Tinodon \| \| \| \| \| \| Trechnotheria \| \| \| \| |
|  |                                                           |
|  | Tinodon                                                   |
|  |                                                           |
|  | Trechnotheria                                             |
|  |                                                           |

|  | Tinodon       |
|  |               |
|  | Trechnotheria |
|  |               |